# A budapesti Szabolcs utca épületeinek listája
Az alábbi lista a budapesti Szabolcs utca épületeit tartalmazza.

## 1–10.
| Kép | Szám | Név                      | Építés ideje | Tervező | Stílus                 | Megjegyzés |
| --- | ---- | ------------------------ | ------------ | ------- | ---------------------- | --- |
|     | 1/a  | lakóház                  | 19. sz.      |         | historizáló-eklektikus | |
|     | 1/b  | lakóház                  | 19. sz.      |         | historizáló-eklektikus | |
|     | 2.   | lakóház                  | 2000-es évek |         | kortársi modern        | |
|     | 3/a  | lakóház                  | 19. sz.      |         | historizáló-eklektikus | |
|     | 3/b  | lakóház                  | 19. sz.      |         | historizáló-eklektikus | |
|     | 4.   | üres telek, építés alatt |              |         |                        | Korábban 1 emeletes épület állt itt, 2021-ben elbontották itt. |
|     | 5.   | lakóház                  | 19. sz.      |         | historizáló-eklektikus | |
|     | 6.   | üres telek, építés alatt |              |         |                        | Korábban 1 emeletes épület állt itt, 2021-ben elbontották itt. |
|     | 7.   | lakóház                  | 19. sz.      |         | historizáló-eklektikus | Díszes, eklektikus épület; a 2010-es években a XIII. kerület nappali hajléktalan-melegedőjeként működött. A 2014-es Google-kamerán még szerepel , a 2019-esen már nem – azaz 2014 és 2019 között bontották el. A telek 2022-ben üres, csak az épület Szabolcs utcai bejáratának fala áll. |
|     | 8.   | lakóház                  | 19. sz.      |         | historizáló-eklektikus | |
|     | 9.   | üres telek               |              |         |                        | |
|     | 10.  | lakóház                  | 19. sz.      |         | historizáló-eklektikus | |

## 11–20.
| Kép | Szám   | Név            | Építés ideje | Tervező | Stílus                 | Megjegyzés                                                                               |
| --- | ------ | -------------- | ------------ | ------- | ---------------------- | ---------------------------------------------------------------------------------------- |
|     | 11.    | lakóház        | 19. sz.      |         | historizáló-eklektikus | Az épület elbontásra került.                                                             |
|     | 12–16. | lakóház        | 2000-es évek |         | kortársi modern        |                                                                                          |
|     | 13–15. | üres telek     |              |         |                        | A 13-as telken egy romos, 1 emeletes régi lakóház állt, ezt 2014/2018 táján elbontották. |
|     | 17.    | MÁVAUT központ |              |         |                        | Elbontásra került, építési terület.                                                      |
|     | 18.    | lakóház        | 2000-es évek |         | kortársi modern        |                                                                                          |
|     | 19–25. | üres telek     |              |         |                        |                                                                                          |
|     | 20.    | lakóház        | 2000-es évek |         | kortársi modern        | Korábban két kisebb épület állt a telken, ezeket 2018/2019-ben elbontották.              |

## 21–30.
| Kép | Szám   | Név                                                                                | Építés ideje  | Tervező | Stílus                 | Megjegyzés                                                          |
| --- | ------ | ---------------------------------------------------------------------------------- | ------------- | ------- | ---------------------- | ------------------------------------------------------------------- |
|     | 24.    | üres telek, építés alatt                                                           | 19. sz.       |         | historizáló-eklektikus | Korábban 2 emeletes épület állt itt, 2011/2013-ban elbontották itt. |
|     | 26–28. | lakóház                                                                            | 2000-es évek  |         | kortársi modern        |                                                                     |
|     | 27.    | Modell Divatiskola, Iparművészeti, Ruha- és Bőripari Szakközépiskola és Szakiskola |               |         | modern                 |                                                                     |
|     | 29.    | lakóház                                                                            | 20. sz. eleje |         | szecessziós            |                                                                     |
|     | 30.    | lakóház                                                                            | 19. sz.       |         | historizáló-eklektikus |                                                                     |

## 31–40.
| Kép | Szám    | Név                                                                           | Építés ideje    | Tervező       | Stílus                                                                      | Megjegyzés |
| --- | ------- | ----------------------------------------------------------------------------- | --------------- | ------------- | --------------------------------------------------------------------------- | --- |
|     | 31/a    | lakóház                                                                       | 19. sz.         |               | historizáló-eklektikus                                                      | Lakatlan. |
|     | 31/b    | lakóház                                                                       | 1909            | Strausz Ödön  |                                                                             | Erősen lepusztult állapotban. |
|     | 32.     | Spiral irodaház                                                               | 2000-es évek    |               | kortársi modern                                                             | |
|     | 33–35.  | Pesti Hitközség Szabolcs utcai kórháza                                        | 1888–1889       | Freund Vilmos | historizáló-eklektikus                                                      | Olykor Pesti Zsidó Kórház néven ismerték. Később Országos Gyógyintézeti Központ működött benne.                                                                       |
|     | 37?–43. | Országos Múzeumi Restaurálási és Raktározási Központ                          | 2016–2019       |               | kortársi modern                                                             | Korábban a Bródy Adél Gyermekkórház (épült: 1895–1896, tervezte: Freund Vilmos) működött a területén. Ennek épületeit nagyrészt elbontották, 1 épületet felújítottak. |
|     | 34–36.  | Honvédelmi Minisztérium Lehel utcai telephely / volt Albert Főherceg Laktanya | 19. század vége |               | A telephely sarkán az épületek lebontva, üres telek, parkoló működik rajta. | |
|     | 38.     | volt Császári és Királyi Élelmezési Raktárak                                  | 19. sz.         |               | historizáló-eklektikus                                                      | Néhány újabb épület is van a telephelyen (a Lehel utcai oldalon). |
|     | 40.     | lakóház                                                                       | 2000-es évek    |               | kortársi modern                                                             | A páros oldal utolsó épülete. |

## 41–45.
| Kép | Szám | Név                                                                                            | Építés ideje         | Tervező | Stílus | Megjegyzés                       |
| --- | ---- | ---------------------------------------------------------------------------------------------- | -------------------- | ------- | ------ | -------------------------------- |
|     | 45.  | Oroszországi Föderáció Magyarországi Nagykövetség Mellett Működő Általános Iskola és Gimnázium | 20. sz. második fele |         | modern | A páratlan oldal utolsó épülete. |